# Simira grazielae
Simira grazielae é uma espécie de planta do gênero Simira e da família Rubiaceae.

## Taxonomia
A espécie foi descrita em 1981 por Ariane Luna Peixoto.

## Forma de vida
É uma espécie terrícola e arbórea.

## Conservação
A espécie faz parte da Lista Vermelha das espécies ameaçadas do estado do Espírito Santo, no sudeste do Brasil. A lista foi publicada em 13 de junho de 2005 por intermédio do decreto estadual nº 1.499-R.

## Distribuição
A espécie é endêmica do Brasil e encontrada no estado brasileiro de Espírito Santo, na bacia do Rio Doce. A espécie é encontrada no domínio fitogeográfico de Mata Atlântica, em regiões com vegetação de floresta estacional semidecidual.